# Championnat des Amériques masculin de basket-ball 2013
 (décembre 2023).
Si vous disposez d'ouvrages ou d'articles de référence ou si vous connaissez des sites web de qualité traitant du thème abordé ici, merci de compléter l'article en donnant les références utiles à sa vérifiabilité et en les liant à la section « Notes et références ».
Navigation
Argentine 2011 Mexique 2015
Le Championnat des Amériques de basket-ball 2013 se déroule du 30 août au 11 septembre 2013 à Caracas. Il est remporté par le Mexique et le Mexicain Gustavo Ayón en est nommé meilleur joueur (MVP).

## Format de la compétition
Un premier tour est disputé sous la forme de deux groupes composés de cinq équipes.
Le second tour est disputé sous la forme d'un groupe regroupant les quatre premières équipes de chaque groupe du premier tour. Les résultats entre équipe du même groupe sont conservés. Les quatre premières équipes de ce second tour disputent un tour final sous la forme de demi-finale, finale. 
Les quatre demi-finalistes obtiennent leur qualification pour le Championnat du monde de basket-ball masculin 2014 en Espagne.

## Compétition

### Premier tour

#### Groupe A
| Groupe A |            |     |   |   |   |     |     |      |
|          | Équipe     | Pts | J | G | P | PP  | PC  | Diff |
| 1        | Porto Rico | 8   | 4 | 4 | 0 | 336 | 283 | +53  |
| 2        | Canada     | 7   | 4 | 3 | 1 | 336 | 276 | +60  |
| 3        | Uruguay    | 6   | 4 | 2 | 2 | 383 | 325 | -58  |
| 4        | Jamaïque   | 5   | 4 | 1 | 3 | 290 | 317 | -27  |
| 5        | Brésil     | 4   | 4 | 0 | 4 | 276 | 320 | -44  |

| 30 août       | Jamaïque   | 64 | 84 | Canada     |
| 30 août       | Porto Rico | 72 | 65 | Brésil     |
| 31 août       | Uruguay    | 68 | 66 | Jamaïque   |
| 31 août       | Canada     | 67 | 83 | Porto Rico |
| 1er septembre | Brésil     | 62 | 91 | Canada     |
| 1er septembre | Porto Rico | 93 | 69 | Uruguay    |
| 2 septembre   | Jamaïque   | 82 | 88 | Porto Rico |
| 2 septembre   | Uruguay    | 79 | 73 | Brésil     |
| 3 septembre   | Brésil     | 76 | 78 | Jamaïque   |
| 3 septembre   | Canada     | 93 | 67 | Uruguay    |

#### Groupe B
| Groupe B |                        |     |   |   |   |     |     |      |
|          | Équipe                 | Pts | G | J | P | PP  | PC  | Diff |
| 1        | Argentine              | 7   | 4 | 3 | 1 | 342 | 300 | +42  |
| 2        | Mexique                | 7   | 4 | 3 | 1 | 314 | 280 | +34  |
| 3        | Venezuela              | 6   | 4 | 2 | 2 | 272 | 277 | -5   |
| 4        | République dominicaine | 6   | 4 | 2 | 2 | 300 | 281 | +19  |
| 5        | Paraguay               | 4   | 4 | 0 | 4 | 249 | 339 | -90  |

| 30 août       | Argentine              | 95 | 60 | Paraguay               |
| 30 août       | Venezuela              | 56 | 65 | Mexique                |
| 31 août       | République dominicaine | 91 | 72 | Argentine              |
| 31 août       | Paraguay               | 70 | 75 | Venezuela              |
| 1er septembre | Mexique                | 86 | 65 | Paraguay               |
| 1er septembre | Venezuela              | 70 | 65 | République dominicaine |
| 2 septembre   | République dominicaine | 61 | 85 | Mexique                |
| 2 septembre   | Argentine              | 77 | 71 | Venezuela              |
| 3 septembre   | Paraguay               | 54 | 83 | République dominicaine |
| 3 septembre   | Mexique                | 78 | 98 | Argentine              |

### Second tour
| Groupe A |                        |     |   |   |   |     |     |      |
|          | Équipe                 | Pts | J | G | P | PP  | PC  | Diff |
| 1        | Mexique                | 12  | 7 | 5 | 2 | 548 | 525 | +23  |
| 2        | République dominicaine | 12  | 7 | 5 | 2 | 561 | 523 | +38  |
| 3        | Porto Rico             | 12  | 7 | 5 | 2 | 587 | 548 | +39  |
| 4        | Argentine              | 11  | 7 | 4 | 3 | 564 | 545 | +19  |
| 5        | Venezuela              | 11  | 7 | 4 | 3 | 511 | 501 | +10  |
| 6        | Canada                 | 10  | 7 | 3 | 4 | 534 | 499 | +35  |
| 7        | Uruguay                | 8   | 7 | 1 | 6 | 482 | 584 | -102 |
| 8        | Jamaïque               | 8   | 7 | 1 | 6 | 527 | 589 | -62  |

| 5 septembre | République dominicaine | 78  | 60    | Jamaïque               |
| 5 septembre | Mexique                | 67  | 89    | Canada                 |
| 5 septembre | Argentine              | 80  | 94    | Porto Rico             |
| 5 septembre | Venezuela              | 70  | 64    | Uruguay                |
| 6 septembre | Jamaïque               | 81  | 75    | Argentine              |
| 6 septembre | Uruguay                | 73  | 87    | Mexique                |
| 6 septembre | Canada                 | 59  | 64    | Venezuela              |
| 6 septembre | Porto Rico             | 84  | 99    | République dominicaine |
| 7 septembre | Mexique                | 100 | 89    | Jamaïque               |
| 7 septembre | Argentine              | 89  | 63    | Uruguay                |
| 7 septembre | République dominicaine | 81  | 74    | Canada                 |
| 7 septembre | Venezuela              | 85  | 86 ap | Porto Rico             |
| 8 septembre | Uruguay                | 78  | 86    | République dominicaine |
| 8 septembre | Canada                 | 67  | 72    | Argentine              |
| 8 septembre | Porto Rico             | 59  | 66    | Mexique                |
| 8 septembre | Jamaïque               | 85  | 95    | Venezuela              |

### Tour final
|  | Tour final             | Tour final   |          |    | 1er place    | 1er place    |
|  | Tour final             | Tour final   |          |    | 1er place    | 1er place    |
|  |                        |              |          |    |              |              |
|  | 10 septembre           | 10 septembre |          |    | 11 septembre | 11 septembre |
|  | 10 septembre           | 10 septembre |          |    | 11 septembre | 11 septembre |
|  | Mexique                | 76           |          |    | 11 septembre | 11 septembre |
|  | Mexique                | 76           |          |    | 11 septembre | 11 septembre |
|  | Argentine              | 70           |          |    | 11 septembre | 11 septembre |
|  | Argentine              | 70           | Mexique  | 91 |              |              |
|  | 10 septembre           |              | Mexique  | 91 |              |              |
|  |                        | Porto Rico   | 89       |    |              |              |
|  | République dominicaine | Porto Rico   | 89       | 67 |              |              |
|  | République dominicaine |              |          | 67 |              |              |
|  | Porto Rico             | 79           |          |    |              |              |
|  | Porto Rico             | 79           | 3e place |    |              |              |
|  |                        |              |          |    |              |              |
|  | 11 septembre           |              |          |    |              |              |
|  |                        |              |          |    |              |              |
|  | Argentine              | 103          |          |    |              |              |
|  | Argentine              | 103          |          |    |              |              |
|  | République dominicaine | 93           |          |    |              |              |
|  | République dominicaine | 93           |          |    |              |              |

## Classement final
Les quatre demi-finalistes obtiennent leur qualification pour la Coupe du Monde 2014 en Espagne.
| Place              | Équipe                 | Bilan |
| ------------------ | ---------------------- | ----- |
| Médaille d'or      | Mexique                | 8-2   |
| Médaille d'argent  | Porto Rico             | 7-3   |
| Médaille de bronze | Argentine              | 6-4   |
| 4                  | République dominicaine | 6-4   |
| 5                  | Venezuela              | 5-3   |
| 6                  | Canada                 | 4-4   |
| 7                  | Uruguay                | 2–6   |
| 8                  | Jamaïque               | 2–6   |
| 9                  | Brésil                 | 0–4   |
| 10                 | Paraguay               | 0–4   |